# Маргарита Савойская (королева Италии)
Маргарита Савойская (итал. Margherita di Savoia; 20 ноября 1851, Турин — 4 января 1926, Бордигера, Лигурия) — королева Италии, жена (с 1868 года) одного короля (Умберто I) и мать другого (Виктора Эммануила III). В её честь была названа пицца «Маргарита» (по легенде, в 1889 году королева поучаствовала в разработке состава этого изделия).

## Королева Италии
Принцесса Маргарита Савойская вышла замуж 21 апреля 1868 года за принца Умберто Савойского, ставшего в 1878 году королём Италии под именем Умберто I. Она стала королевой Италии. Была двоюродной сестрой своего мужа. Король Умберто был убит анархистом Гаэтано Бреши 29 июля 1900 года. После этого печального события Маргарита старалась проводить большую часть года в своей любимой резиденции в регионе Валле-д’Аоста в замке Савойя.
Маргарита поддерживала связи со многими писателями и художниками, и основала учреждения культуры. Она была покровителем многих благотворительных организаций, особенно Красного Креста.
В 1889 году в честь Маргариты была названа пицца с красными помидорами, зелёным базиликом и белым сыром.
Похоронена в Пантеоне в Риме.
В честь Маргариты Савойской названы мост через Тибр и высший из пиков горы Стэнли. В 1940 г. в городе Бордигера, где она умерла, установлен памятник ей работы скульптора Итало Гризелли.

## Титулы
- 20 ноября 1851 — 21 апреля 1868 Её Королевское Высочество Принцесса Маргарита Савойская
- 21 апреля 1868 — 9 января 1878 Её Королевское Высочество Принцесса Пьемонтская
- 9 января 1878 — 29 июля 1900 Её Величество" Королева Италии
- 29 июля 1900 — 4 января 1926 Её Величество" Королева-мать Италии